# Grèce aux Jeux paralympiques d'hiver de 2018
La Grèce participe aux Jeux paralympiques d'hiver de 2018 à Pyeongchang, en Corée du Sud, du 9 au 18 mars 2018. Il s'agit de la quatrième participation du pays aux Jeux paralympiques d'hiver.

## Histoire de la délégation grecque aux Jeux paralympiques d'hiver
Les délégations envoyées par la Grèce aux Jeux paralympiques d'hiver ont toujours été très réduites. La première participation du pays remonte aux Jeux de 2002 à Salt Lake City où seul un seul athlète participe. Absente des Jeux de Turin 2006, elle envoie deux athlètes à Vancouver en 2010. Un seul athlète grec prend part aux compétitions lors des Jeux de Sotchi 2014. Il s'agit d'Efthymios Kalaras, qui après avoir remporté l'argent en lancer de disque aux Jeux d'été d'Athènes en 2004, participe en Russie aux compétitions de ski alpin.
La Grèce n'a jamais remporté de médaille lors des Jeux paralympiques d'hiver.

## Composition de l'équipe
La délégation grecque n'est composée que d'un seul athlète prenant part aux compétitions dans un seul sport.

### Snowboard
- Kostas Petrakis (en grec, Κώστας Πετράκης)